# SEAT Toledo
O SEAT Toledo é um automóvel de segmento C produzido pelo fabricante espanhol SEAT, parte do Grupo Volkswagen. O nome Toledo foi introduzido pela primeira vez na linha SEAT em maio de 1991, sendo nomeado em homenagem a uma cidade espanhola com o mesmo nome, com a quarta geração sendo introduzida no final de 2012, para o ano modelo de 2013. A produção terminou em fevereiro de 2019, e o nome não está em uso atualmente.

## Primeira geração (Typ 1L; 1991)

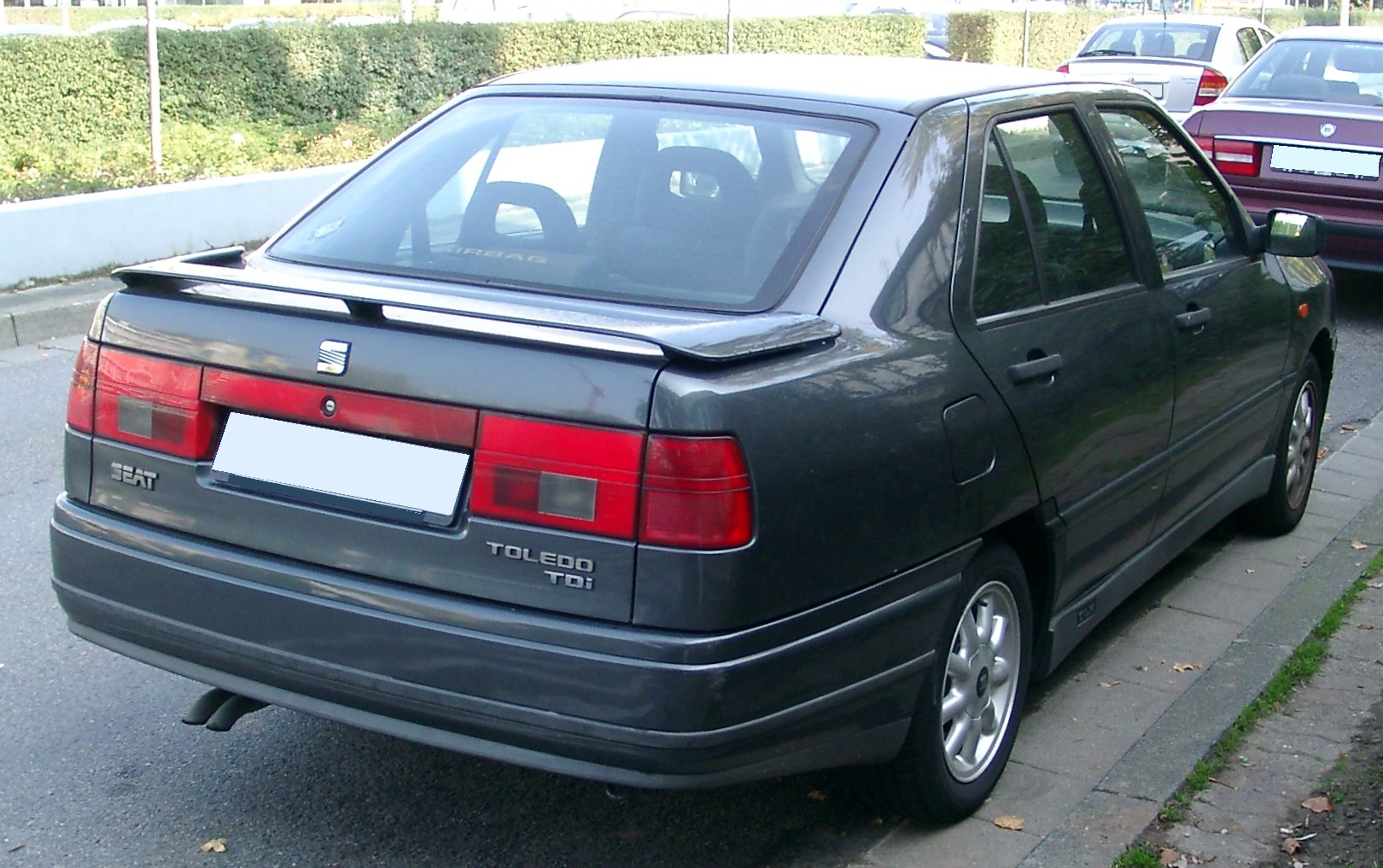
SEAT Toledo Mk1 (pré-reestilização)

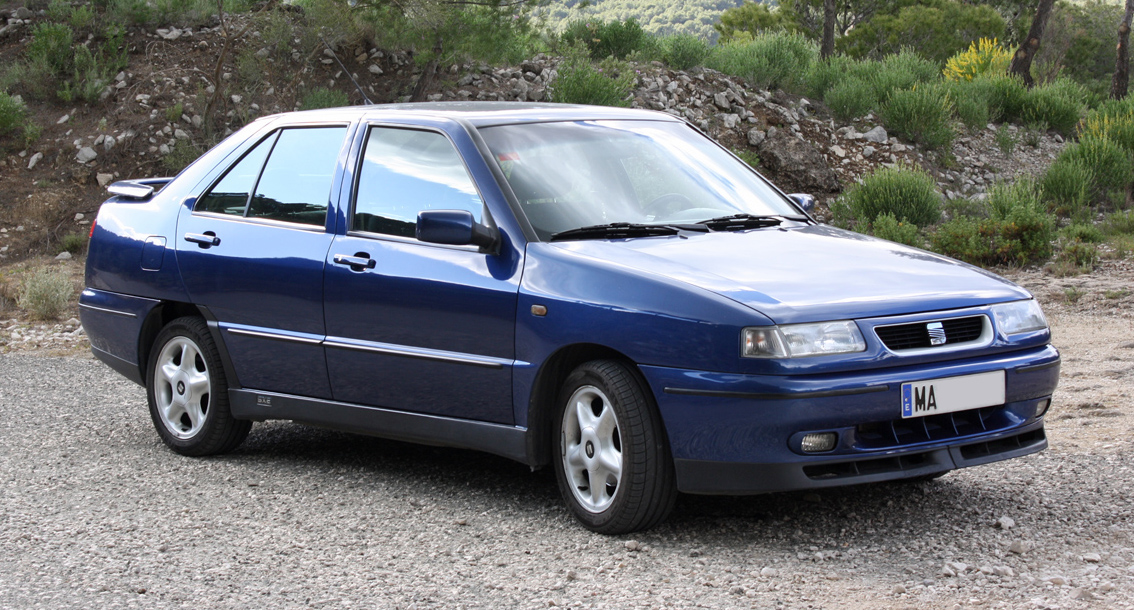
SEAT Toledo Mk1 (reestilização)

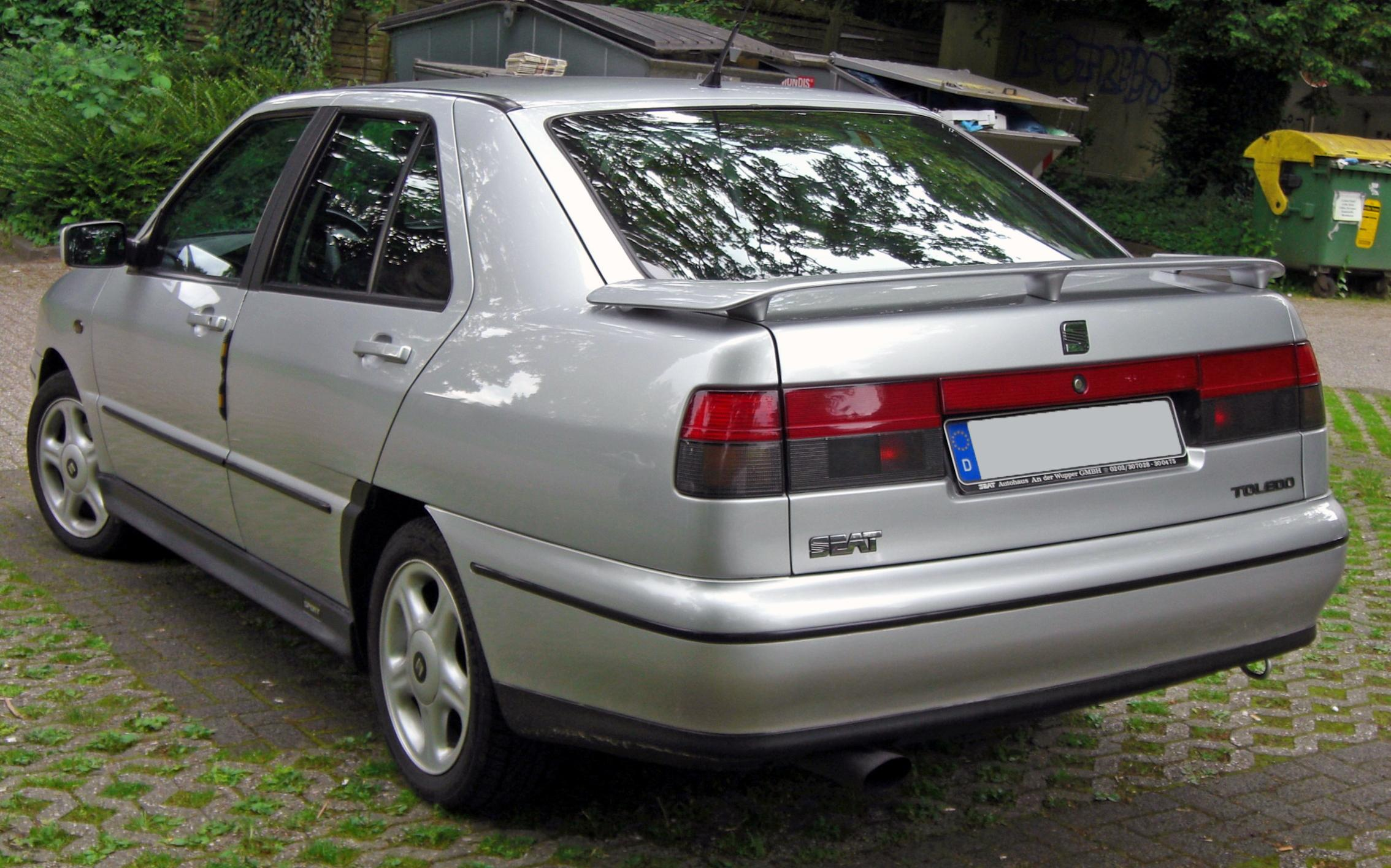
SEAT Toledo Mk1 (reestilização)

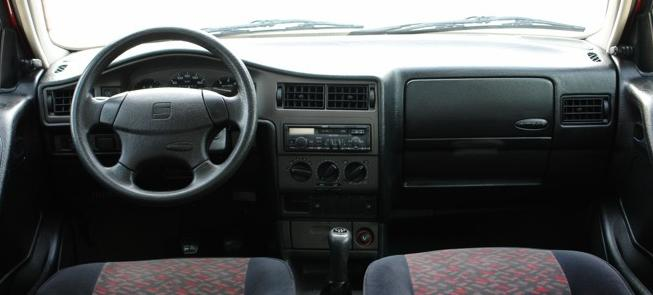
Interior

A versão inicial do SEAT Toledo (Typ 1L) foi lançada como um liftback de cinco portas, e sua carreira de vendas durou de maio de 1991 a março de 1999. Sua tampa do porta-malas abria junto com a janela traseira.
Esta geração do Toledo foi o primeiro automóvel SEAT desenvolvido inteiramente sob propriedade do Grupo Volkswagen, e foi produzido na plataforma Volkswagen Group A2 do Golf Mk2 com um porta-malas de 550 litros expansível para 1360 litros ao dobrar os bancos traseiros, maior em formato e tamanho do que o Volkswagen Jetta/Vento combinado com a vantagem de uma porta traseira.
Como as versões sedã de automóveis de segmento C eram raras na Europa, às vezes era considerado um automóvel de segmento D devido ao seu comprimento total e tamanho do porta-malas, apesar de ter comparativamente menos espaço para as pernas traseiras e preços mais próximos dos de segmento C.
Ele começou a ser vendido na maior parte da Europa em maio de 1991, embora não tenha chegado ao mercado britânico até outubro de 1991, com o lançamento oficial no London Motorfair. O Toledo foi o primeiro SEAT a ser vendido na Suécia, quando foi colocado à venda lá na virada do ano.
O Toledo inicialmente apresentava a então linha padrão de motores do Grupo Volkswagen para a classe, de um motor a gasolina básico de 1,6 L e 75 cv até uma versão GT usando o motor de 2,0 L e 115 cv.
Mais tarde, o Toledo veria a adição de versões mais potentes, incluindo um 2.0 GTI 16v de 150 cv e um 1.9 TDI de 110 cv que, como muitos motores a diesel produzidos desde 1996 pelo Grupo Volkswagen, é anunciado como capaz de funcionar com diesel mineral ou biodiesel.
Este modelo mais tarde recebeu uma leve reestilização em setembro de 1995 e fez sua estreia no Salão do Automóvel de Frankfurt de 1995. No entanto, as vendas não foram boas, como tem sido o caso de todas as gerações do Toledo.

### Rebatizações

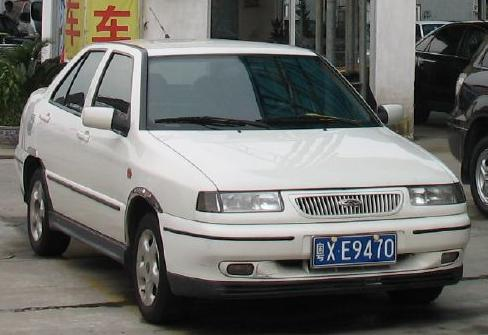
Chery A11, um SEAT Toledo Mk1 rebatizado

Esta geração do Toledo também foi produzida pela fabricante chinesa Chery, e vendida sob os nomes de Chery A11, Chery Windcloud e Chery A15, Chery A168, Chery Amulet, Chery Cowin, Chery Qiyun, Chery Flagcloud. A Chery adquiriu o chassi do Toledo de 1993 de uma concessionária mexicana, após autorização da SEAT.
O Chery Cowin, que é baseado no SEAT Toledo, já tem autorização para comercializá-lo na Europa, junto com a Rússia e a América do Sul. Além dos modelos rebatizados da Chery, a primeira geração do Toledo também é atualmente produzida pela fabricante de automóveis russa TagAZ, renomeada como Vortex Corda.

## Segunda geração (Typ 1M; 1998)
A segunda geração do Toledo (Typ 1M) foi introduzida em 1998 e estreou no Salão do Automóvel de Paris de 1998 como um sedã notchback de quatro portas. As vendas começaram em outubro de 1998. Ele foi colocado à venda lá em março de 1999.
Ele era mais arredondado do que o formato da primeira geração anterior e tinha um design muito mais fluido, embora ambos fossem produtos do estúdio Italdesign de Giorgetto Giugiaro, com a última geração sendo influenciada pelo chefe de design exterior da SEAT, Steve Lewis.
Ele compartilhava componentes com seus companheiros de plataforma PQ34 Volkswagen e Škoda, o Volkswagen Bora e o Škoda Octavia, sendo posicionado como o mais esportivo dos três. No interior, o painel era derivado do da primeira geração do Audi A3.
Foi produzido na plataforma do Volkswagen Golf Mk4, o que significava molas rígidas para suportar a carga do grande porta-malas de 500 litros aumentada para 830 litros ao dobrar os bancos traseiros.
Os primeiros modelos foram produzidos na fábrica da Volkswagen/Audi na Bélgica, com qualidade de produção melhorada (em comparação com a geração anterior produzida na Espanha), embora o Toledo ainda fosse apresentado como uma alternativa econômica ao nível mais baixo do segmento D e incluísse no preço básico um alto nível de equipamento.
Uma das características mais associadas ao modelo espanhol, a porta traseira foi removida em favor de uma abertura de porta-malas de sedã de quatro portas mais tradicional. No ano seguinte, o Toledo seria usado como base para um hatchback adequado, o SEAT León Mark 1.
O modelo básico agora usava um motor a gasolina de fluxo cruzado de 1,6 litro e 100 cv, seguido por uma unidade de 1,8 litro e vinte válvulas de 125 cv, enquanto o topo de linha era representado pelo motor VR5 de 2,3 litros e 150 cv (V5).
As versões com motor diesel usavam o motor 1.9 Turbocharged Direct Injection (TDI), com um turbocompressor de geometria variável, oferecido inicialmente com potências de 90 PS ou 110 PS. Em 2001, o motor V5 foi atualizado com um cabeçote de 20 V (quatro válvulas por cilindro), aumentando a potência para 170 PS.
Mais tarde na série, o Toledo de 1,8 litro e vinte válvulas recebeu um turbocompressor, capaz de fornecer 180 cv, e uma evolução posterior do motor VW TDI, produziu motores de 130 cv e 150 cv.
Todas essas três versões apresentavam uma transmissão manual de seis velocidades. O TDI de 130 cv também apresentava mostradores brancos em vez dos mostradores pretos padrão nos modelos TDI de 110 e 150 cv. A produção do Typ 1M Toledo terminou em julho de 2004.

## Terceira geração (Typ 5P; 2004)

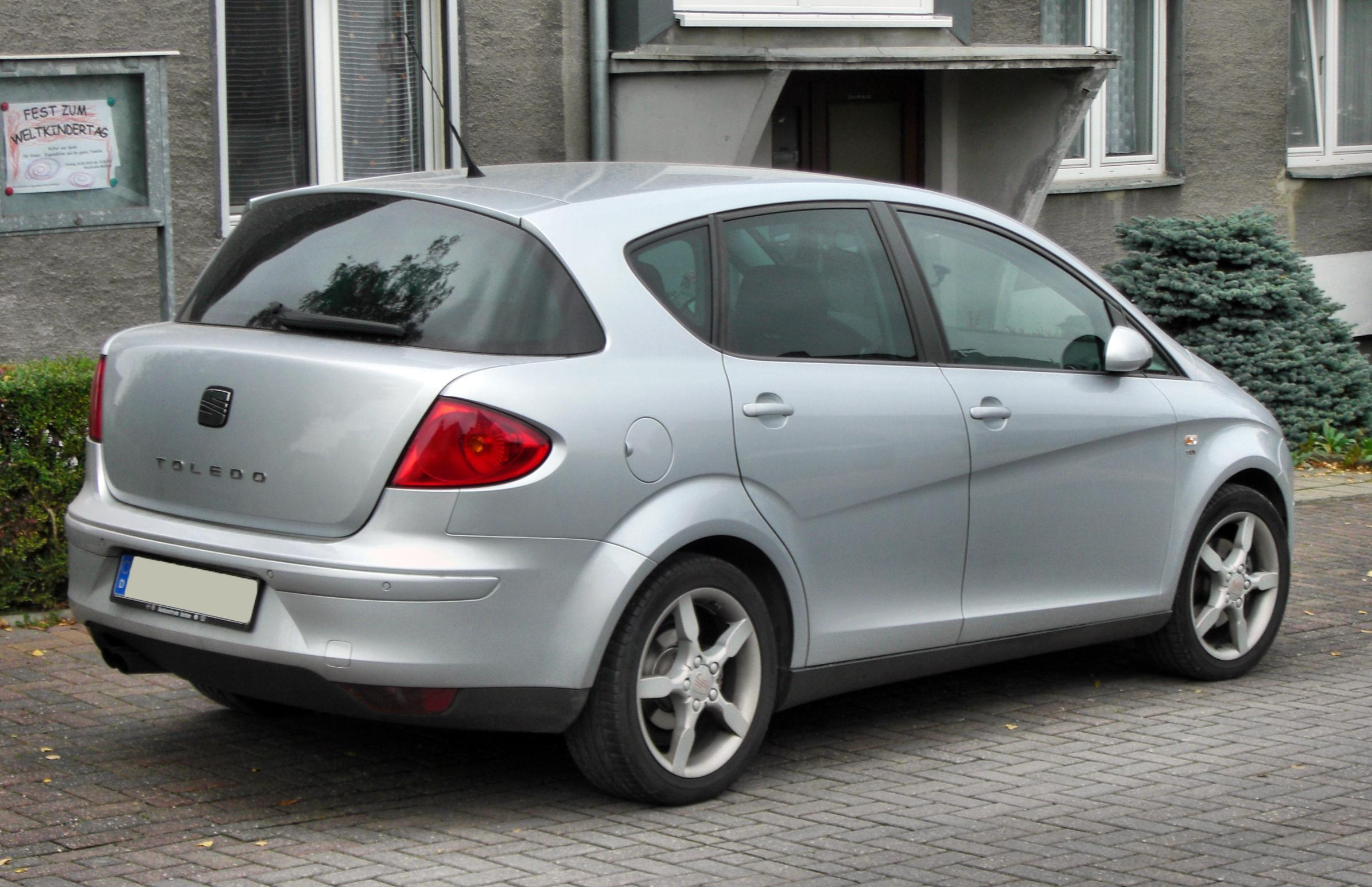
Vista traseira

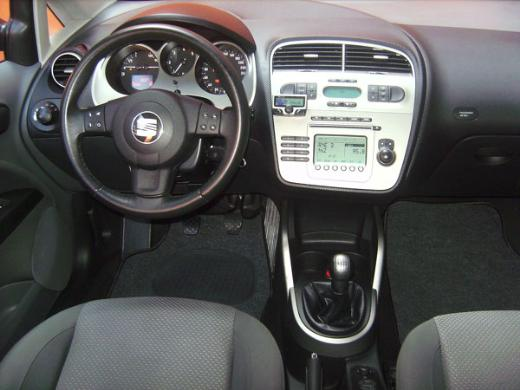
Interior

A terceira geração do Toledo (Typ 5P) foi introduzida em 2004, e como um carro de produção fez sua estreia no Salão do Automóvel de Paris de 2004. No entanto, uma prévia dele já havia sido revelada no Salão do Automóvel de Madri de 2004, com a apresentação do SEAT Toledo Prototipo. A produção durou de fevereiro de 2004 a maio de 2009.
Sua carroceria é completamente diferente das duas gerações anteriores: abandonando o formato tradicional de sedã de três volumes, o Toledo Mk3 tem um design de hatchback de cinco portas desenhado por Walter de Silva, embora agora mais próximo de um monovolume de segmento C com a seção frontal do Altea, um teto alto e uma traseira inspirada no Renault Vel Satis, prestando homenagem à traseira original do Toledo.
Toda pretensão de uma identidade esportiva foi jogada fora, em favor de uma imagem mais sofisticada e alternativa. Um grande porta-malas de quinhentos litros é um recurso interessante, enquanto pode ser aumentado para 1440 litros após dobrar os bancos traseiros. Sob a carroceria, o SEAT Toledo usa os mesmos fundamentos do Volkswagen Golf Mk5.
Todos os motores são idênticos a outras unidades do Grupo Volkswagen, com motores a gasolina variando de 102 cv a 150 cv e motores a diesel de 105 cv a 140 cv.
As atualizações incluem a chegada de um motor TDI de 170 cv em 2006, bem como uma caixa de câmbio tiptronic no modelo 2.0 FSI. Uma versão turboalimentada de 1,8 L deste motor ficou disponível em meados de 2007.

## Quarta geração (Typ KG; 2012)

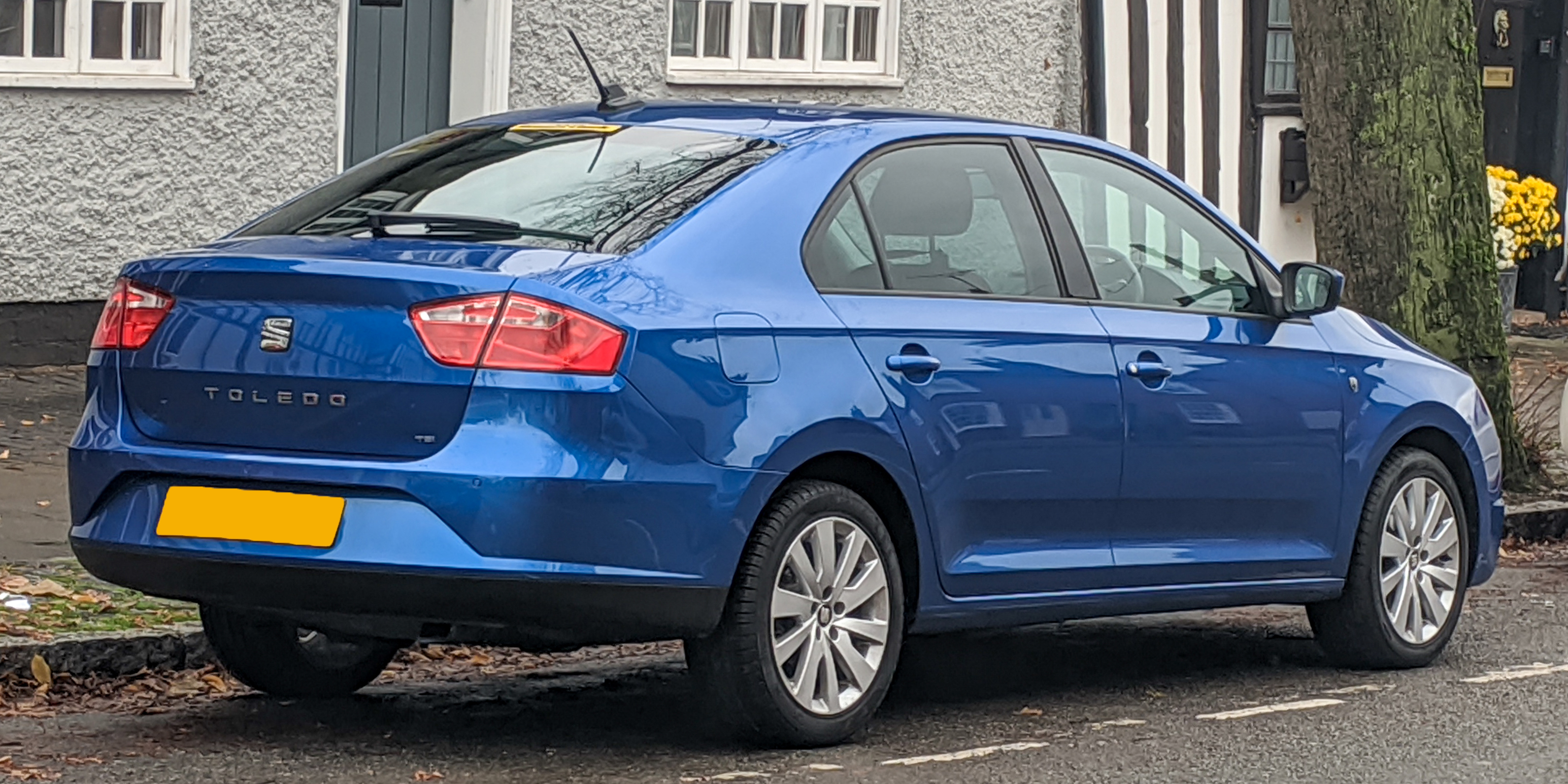
Vista traseira

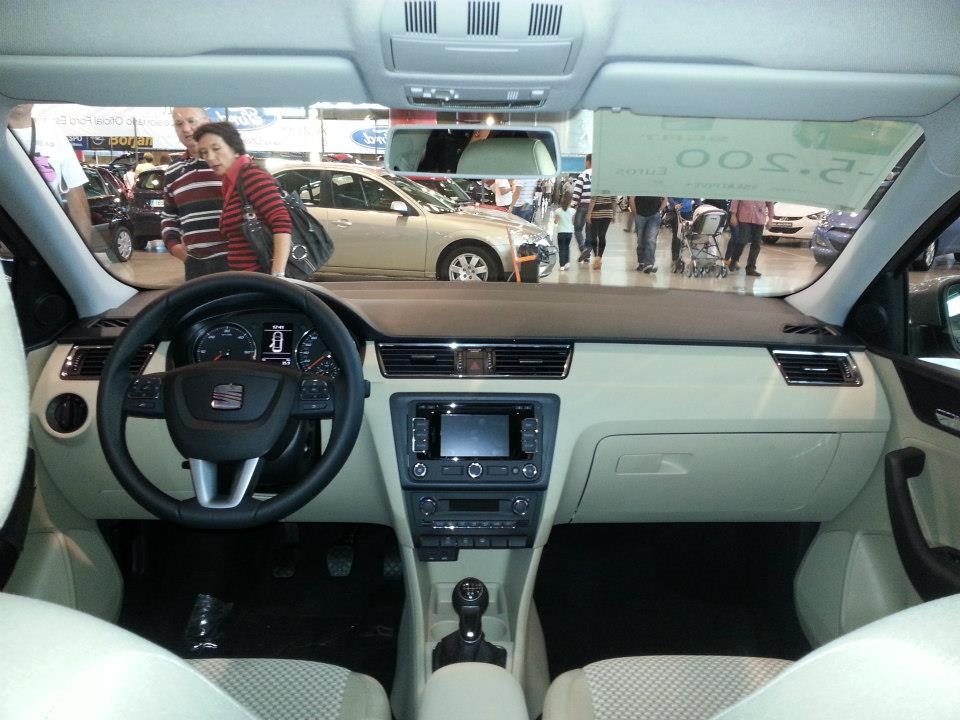
Interior

A SEAT lançou um automóvel de segmento D baseado no Audi A4 (B7) chamado SEAT Exeo em outubro de 2008, com carrocerias de sedã de quatro portas e perua de cinco portas. O Exeo não foi pensado como um substituto direto para o Toledo, de acordo com a empresa, embora a produção do Toledo tenha sido encerrada em maio de 2009, devido às baixas vendas.
Um carro conceito baseado no modelo de produção Toledo Mk4 foi apresentado no Salão do Automóvel de Genebra de 2012. Este veículo está intimamente relacionado ao Škoda Rapid como um liftback de cinco portas, ambos são baseados em uma adaptação da plataforma A05+ (PQ25) e são montados na mesma fábrica da Škoda em Mladá Boleslav.
O Toledo começou a ser vendido na Espanha e em Portugal no final de 2012, e no resto da Europa e México no início de 2013, com o novo Toledo entre o menor de segmento B Ibiza e o maior de segmento C León.
O Toledo recebeu uma classificação de cinco estrelas no Euro NCAP.
O Toledo foi retirado da linha de vendas do Reino Unido devido às vendas fracas em novembro de 2018. Em fevereiro de 2019, o Toledo teve sua produção encerrada, embora as vendas em mercados selecionados tenham continuado até 2020.

### Edições especiais

#### Toledo CONNECT

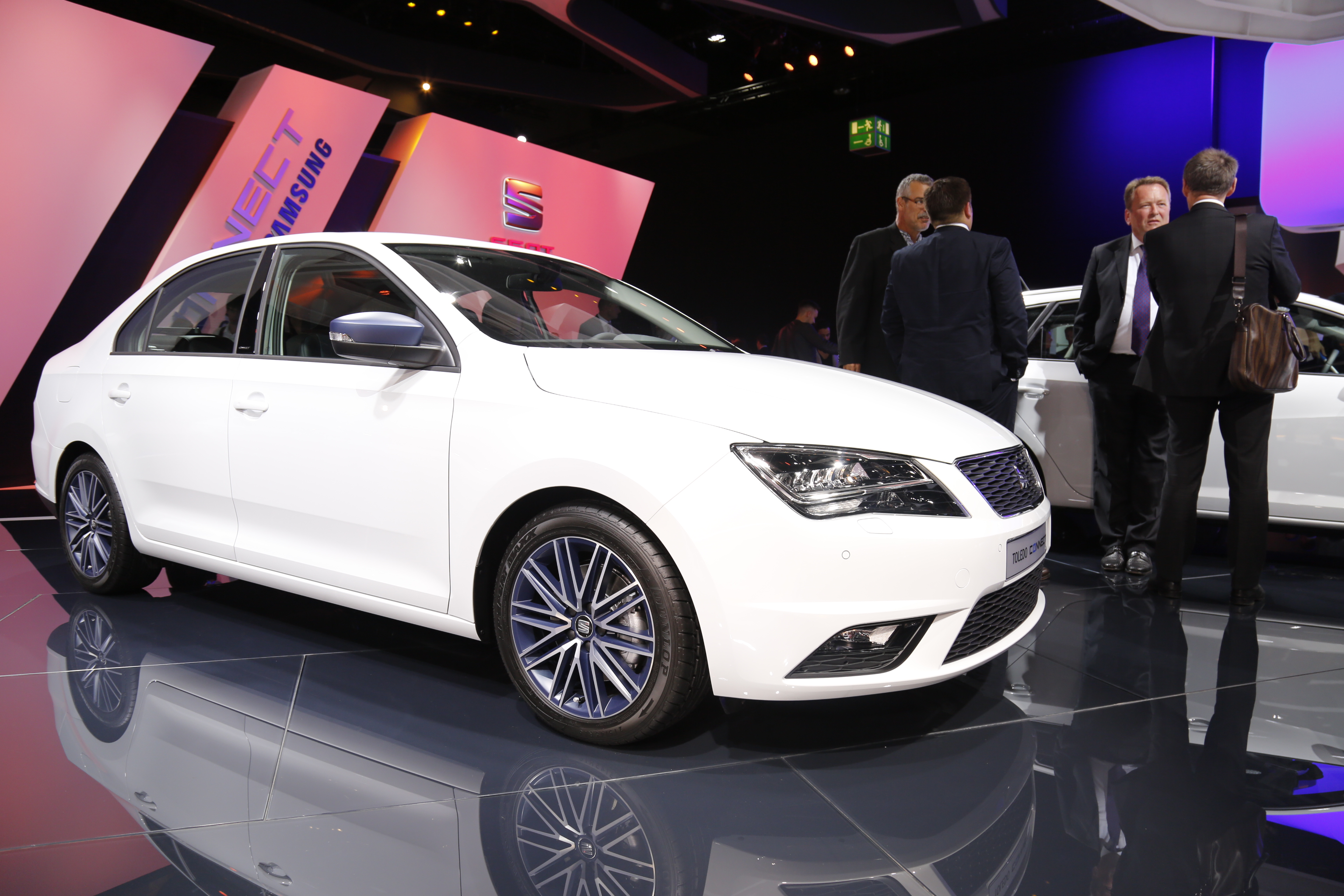
Um SEAT Toledo CONNECT branco no Salão Automóvel de Frankfurt

O SEAT Toledo CONNECT faz parte de uma linha de edição especial apresentada no Salão do Automóvel de Frankfurt de 2015. Este modelo é equipado com a Tecnologia Full Link e um smartphone Samsung Galaxy A3. Isso permite que o usuário se conecte ao carro e acesse os recursos de conectividade do SEAT ConnectApp diretamente no painel.
O SEAT Toledo CONNECT estava disponível em uma variedade de cores de carroceria externa que também permitiam que os espelhos e as rodas sejam personalizados. Os detalhes internos, incluindo as costuras, são em azul.

## Números de vendas e produção
1.019.636 SEAT Toledo foram produzidos ao longo das 4 gerações.
A produção total anual de automóveis SEAT Toledo, fabricados na SEAT, é apresentada na tabela seguinte.
| Modelo      | 1990 | 1991   | 1992    | 1993   | 1994   | 1995   | 1996   | 1997   | 1998   | 1999    |
| ----------- | ---- | ------ | ------- | ------ | ------ | ------ | ------ | ------ | ------ | ------- |
| SEAT Toledo | 41   | 76.336 | 144.205 | 90.533 | 47.965 | 55.493 | 53.404 | 42.596 | 42.325 | 105.818 |

| Modelo      | 2000   | 2001   | 2002   | 2003   | 2004   | 2005   | 2006  | 2007  | 2008  | 2009 |
| ----------- | ------ | ------ | ------ | ------ | ------ | ------ | ----- | ----- | ----- | ---- |
| SEAT Toledo | 59.480 | 47.645 | 39.503 | 36.026 | 38.962 | 20.600 | 8.613 | 4.744 | 5.484 | 571  |

| Modelo      | 2010 | 2011 | 2012  | 2013   | 2014   | 2015   | 2016   | 2017   | 2018   | 2019  |
| ----------- | ---- | ---- | ----- | ------ | ------ | ------ | ------ | ------ | ------ | ----- |
| SEAT Toledo | —    | —    | 5.000 | 21.771 | 16.541 | 19.728 | 18.029 | 13.146 | 10.151 | 1.506 |